# Quart d'Onyar
Quart d'Onyar är en ort i Spanien.   Den ligger i provinsen Província de Girona och regionen Katalonien, i den östra delen av landet, 600 km öster om huvudstaden Madrid. Quart d'Onyar ligger 96 meter över havet och antalet invånare är 2 650.
Terrängen runt Quart d'Onyar är platt åt sydväst, men åt nordost är den kuperad. Runt Quart d'Onyar är det ganska tätbefolkat, med 120 invånare per kvadratkilometer. Närmaste större samhälle är Girona, 4,9 km norr om Quart d'Onyar. Trakten runt Quart d'Onyar består till största delen av jordbruksmark.